# Paraphaenocladius nasthecus
Paraphaenocladius nasthecus är en tvåvingeart som beskrevs av Ole Anton Saether 1969. Paraphaenocladius nasthecus ingår i släktet Paraphaenocladius och familjen fjädermyggor. Inga underarter finns listade i Catalogue of Life.